# Acetyl
Acetyl er en funktionel gruppe med den kemiske formel -COCH3. Acetyl forkortes ofte som Ac (som ikke har nogen sammenhæng med grundstoffet actinium). Acetylgruppen består af en methylgruppe, som er enkeltbundet til en carbonylgruppe. Acetylenheden er en komponent i mange organiske forbindelser, f.eks. eddikesyre (AcOH), acetyl-CoA og acetylsalicylsyre (bedre kendt som aspirin).
Indføring af en acetylgruppe i et molekyle kaldes acetylering (eller ethanoylering), og fjernelse af en acetylgruppe kaldes deacetylering. Eddikesyreanhydrid og acetylklorid benyttes ofte til indføring af acetylgruppen.